# Nicolae Golescu
Nicolae Golescu, född 1810, död 1878, var en rumänsk politiker. Han var bror till Ștefan Golescu och kusin till Alexandru Golescu.
Golescu blev general 1859, ministerpresident 1860, var 1866-67 chef för den provisoriska regeringen och åter ministerpresident 1868 och 1870. Golescu deltog i den mot furst Carol riktade franskvänliga rörelsen under fransk-tyska kriget, utropade republik i staden Ploiești, häktades men frikändes.